# Danmark Dejligst
Danmark Dejligst er en række årlige udendørs koncerter med skiftende musikere, der er arrangeret af Rasmus Nøhr. Konceptet består i at der er gratis adgang for alle til koncertområdet, men at mad og drikke skal købes på stedet. Lokale foreninger og klubber hjælper med opstilling og underholdning og står for salg af fødevarer. Overskuddet fra dette blive delt mellem organisationerne og de optrædende kunstnere. Desuden er arrangementet støttet af Coop Danmark, Carlsbergfondet og Tuborgfondet.
Koncerternes slogan er Velkommen til Danmark Dejligst – den største og mindste havefest i Danmark. Rasmus Nøhr og hans band har underholdt ved alle disse koncerter, mens de øvrige kunstnere er skiftende nationale danske bands og sangere. Ved hver koncert optræder der også lokale grupper.

## Koncerter
Bemærk at Rasmus Nøhr og hans band har spillet til samtlige koncerter derfor ikke listet blandt de øvrige optrædende

### 2012
Den allerførste Danmark Dejligst koncert foregik i Stilling ved Skanderborg, og efterfølgende afholdtes dette år 3 yderligere koncerter rundt om i landet.

### 2013
| Dato         | Sted                   | Kunstnere |
| ------------ | ---------------------- | --------- |
| 24. august   | Stilling (Skanderborg) |           |
| 7. september | Tuse Næs (Holbæk)      |           |

### 2014
| Dato       | Sted                   | Kunstnere |
| ---------- | ---------------------- | --------- |
| 22. august | Stilling (Skanderborg) |           |
| 23. august | Tuse Næs (Holbæk)      |           |

### 2015
| Dato         | Sted                                     | Kunstnere    |
| ------------ | ---------------------------------------- | ------------ |
| 6. august    | Klarup (Aalborg)                         |              |
| 12. juni     | Kurt's Øko Kød, Tikøb (Espergærde)       |              |
| 13. juni     | Tjæreborg (Esbjerg)                      |              |
| 19. juni     | Egebjerg (Nykøbing Sjælland)             |              |
| 23. juni     | Årstiderne, Krogerup Avlsgård (Humlebæk) |              |
| 25. juni     | Viborg                                   |              |
| 26. juni     | Tommerup (Fyn)                           |              |
| 27. juni     | Humble (Langeland)                       |              |
| 2. juli      | Urlev (Horsens)                          |              |
| 3. juli      | Frederikshavn                            |              |
| 17. juli     | Lustrup/Damhus (Ribe)                    |              |
| 18. juli     | Stilling (Skanderborg)                   |              |
| 19. juli     | Langebæk (Vordingborg)                   |              |
| 24. juli     | Sweet & Coffee, Præstø                   | Olaf/Nørfelt |
| 26. juli     | Vedskølle (Køge)                         |              |
| 31. juli     | AMFI Vestsjælland (Kalundborg)           |              |
| 16. august   | Tuse Næs (Holbæk)                        |              |
| 22. august   | Vellerup Sommerby (Frederikssund)        |              |
| 5. september | Tømmerup (Kalundborg)                    |              |

### 2016
| Dato       | Sted                                 | Kunstnere |
| ---------- | ------------------------------------ | --- |
| 27. maj    | Middelaldercentret (Nykøbing Falster | Olaf Nørfelt Retrograd Walther & De andre bonderøve Dirty Dinosaurs Bo Evers Sømændene Zididada DJ Slukefter |
| 11. juni   | Tjæreborg (Esbjerg)                  | |
| 1. juli    | Karrebæksminde, Næstved              | Bo Evers |
| 26. august | Paradepladsen, Viborg                | |

### 2017
| Dato         | Sted                                  | Kunstnere |
| ------------ | ------------------------------------- | --- |
| 27. maj      | Middelaldercentret (Nykøbing Falster) | Olaf Nørfelt Danny Wickmann Iben Romme og musikskolen Birthe Kjær Wafande                                        |
| 3. juni      | Klarup, Aalborg                       | Elias fra Danmark har talent Michael Bach Gregers Zididada The Bats                                              |
| 5. juni      | Ry, Skanderborg                       | Anders Graae Black Cat Blues Band FREDAG Peter Christian Zididada                                                |
| 10. juni     | Egebjerg, Odsherred                   | Overload Go North Odsherrerne Rustix Zididada                                                                    |
| 11. juni     | Vestbirk, Horsens                     | Mia Kjær Sørensen Morten Nørgaard Zididada                                                                       |
| 16. juni     | Trekroner, Jammerbugt                 | |
| 17. juni     | Thyholm, Struer                       | Jonah Blacksmith Zididada Wafande                                                                                |
| 1. juli      | Skævinge, Hillerød                    | |
| 8. juli      | Bjerre, Hedensted                     | Zididada |
| 13. juli     | Rønne, Bornholm                       | Turn Back Time Esben De Næste 2 CCT Zilla fra Voice Junior Nannaschou Trio Tobias & Zac Tobias Trier Lovehandles |
| 14. juli     | Nexø, Bornholm                        | Max Wolf Bossalino Jazz Dirty Boots                                                                              |
| 17. juli     | Sandvig, Bornholm                     | |
| 21. juli     | Karrebæksminde, Næstved               | Zididada Joos Hansen Coffevoice Frederik Liberti Butterflies                                                     |
| 27. juli     | Kvissel, Frederikshavn                | |
| 29 juli      | Hals, Aalborg                         | |
| 30. juli     | Sæby, Frederikshavn                   | |
| 4. august    | Hune, Jammerbugt                      | |
| 5. august    | Frederikshavn                         | Zididada Anne Møller Mellem Os Lars Samuelsen                                                                    |
| 11. august   | Nyborg                                | Zididada Chasing Bliss HillBilly Bones Slip The Void                                                             |
| 12. august   | Svendborg                             | |
| 19. august   | Tuse Næs, Holbæk                      | |
| 1. september | Faaborg                               | |
| 2. september | Tommerup, Assens                      | |
| 9. september | Sydhavnen                             | |